# Imperial College London
Imperial College London (właśc. The Imperial College of Science, Technology and Medicine) – publiczny uniwersytet w Londynie. Specjalizuje się w badaniach oraz kształceniu w dziedzinie nauk ścisłych, inżynierii oraz medycyny. Na Imperial College kształci się około 13 500 studentów, a kadra akademicka liczy ponad 3300 osób.

## Lokalizacja
Główny kampus zlokalizowany jest w londyńskiej dzielnicy South Kensington, w sąsiedztwie muzeów (Science Museum, Natural History Museum oraz Victoria and Albert Museum). Uniwersytet od północy graniczy z Hyde Parkiem, a główne wejście znajduje się przy Exhibition Road. Imperial College posiada w mieście kilka kampusów zlokalizowanych, między innymi, w dzielnicach Chelsea, Hammersmith i Paddington. Uniwersytet podzielony jest na cztery główne jednostki akademickie:
- Imperial College Faculty of Natural Sciences
- Imperial College Faculty of Medicine
- Imperial College Faculty of Engineering
- Imperial College Business School,

które dodatkowo dzielą się na ponad 40 wydziałów, instytutów oraz centrów badawczych.

## Historia
Imperial College był częścią Uniwersytetu Londyńskiego do roku 2007, kiedy to uzyskał pełną niezależność, z okazji stulecia swego istnienia. Imperial College London powstał w 1907 roku z połączenia Royal College of Science, City and Guilds College i Royal School of Mines. W roku 1988 do Imperial College London przyłączyła się St Mary's Hospital Medical School, a w 1995 National Heart and Lung Institute. W 1997 przyłączyły się Charing Cross and Westminster Medical School oraz Royal Postgraduate Medical School. W 2000 przyłączyły się Wye College oraz The Kennedy Institute of Rheumatology.

## Współcześnie
Oprócz wydziałów politechnicznych, uczelnia ma też w swoim składzie kilka instytucji, zajmujących się kształceniem lekarzy i badaniami medycznymi, które zostały wydzielone z Uniwersytetu Londyńskiego Są to:
- St Mary's Hospital Medical School,
- The National Heart and Lung Institute,
- Charing Cross and Westminster Medical School,
- The Royal Postgraduate Medical School,
- dawny Wye College (obecnie Imperial College at Wye)
- The Kennedy Institute of Rheumatology.

## Ranking
Imperial College zajmuje nieprzerwanie od wielu lat najwyższe miejsca w rankingach uczelni europejskich jak i światowych. W 2019 roku był to ósmy najlepszy uniwersytet świata w rankingu QS Top Universities. Zazwyczaj plasuje się w pierwszej trójce najlepszych uniwersytetów Wielkiej Brytanii i Europy. Tę samą wysoka pozycję utrzymał również w latach 2020 i 2021.